# Ygdrasil
För Yggdrasil, se Yggdrasil (olika betydelser)
Ygdrasil är en glaciär på Grönland (Kungariket Danmark).   Den ligger i kommunen Sermersooq, i den södra delen av Grönland, 500 km öster om huvudstaden Nuuk. Ygdrasil ligger 985 meter över havet.
Terrängen runt Ygdrasil är bergig österut, kuperad västerut, och sluttande söderut.  Trakten runt Ygdrasil är nära nog obefolkad, med mindre än två invånare per kvadratkilometer. Det finns inga samhällen i närheten. Trakten runt Ygdrasil är permanent täckt av is och snö.